# Debrc
Debrc (en serbe cyrillique : Дебрц ; en hongrois : Debrecen) est un village de Serbie situé dans la municipalité de Vladimirci, district de Mačva. Au recensement de 2011, il comptait 797 habitants.

## Histoire
Debrc fut la capitale du Royaume de Syrmie au temps du roi Stefan Dragutin.

## Démographie

### Évolution historique de la population
| 1948 | 1953 | 1961 | 1971 | 1981 | 1991 | 2002 | 2011 |
| ---- | ---- | ---- | ---- | ---- | ---- | ---- | ---- |
| 712  | 734  | 809  | 853  | 921  | 890  | 875  | 797  |

|  |